# Regiões do Egito

Regiões do Egito

As províncias do Egito são divididas em 232 regiões (marcazes).
O governo local, tradicionalmente, tinha um poder limitado no Estado altamente centralizado do Egito. Sob o governo central, havia vinte nove províncias. Estes foram divididos em regiões, cada uma das quais foi subdividida em vilas ou aldeias. Em cada nível, houve uma estrutura governante, que combinava conselhos representativos e órgãos executivos nomeados pelo governo, liderados por governadores, intendentes e prefeitos, respectivamente. Governadores eram nomeados pelo presidente, e que, por sua vez, nomeou diretores subordinados.